# Chuck Fleischmann
Charles Joseph Fleischmann   (nacido el 11 de octubre de 1962) un abogado y político estadounidense que ha sido el representante de los EE. UU por el 3.º distrito congresional de Tennessee desde 2011. El distrito tiene su sede en Chattanooga e incluye una gran parte del este de Tennessee, incluida Oak Ridge. Es miembro del Partido Republicano.

## Primeros años y educación
Fleischmann nació en Manhattan, Nueva York, y reside en Ooltewah, una comunidad suburbana no incorporada al este de Chattanooga. Es hijo de Rose Marie (de soltera Salvo) y Max Fleischmann, Jr. Fleischmann es de ascendencia italiana, inglesa y austrohúngara, y es un pariente lejano de Harry Houdini.
Fleischmann se graduó de Elk Grove High School en Elk Grove Village, Illinois. Obtuvo una licenciatura en ciencias políticas en la Universidad de Illinois en Urbana-Champaign, donde recibió honores de Phi Beta Kappa y magna cum laude. Luego obtuvo un título de Juris Doctor en la Facultad de Derecho de la Universidad de Tennessee en Knoxville. Fue el primer miembro de su familia en asistir a la universidad.

## Posiciones políticas
Fleischmann tiende a votar de manera conservadora. La organización de defensa de políticas conservadoras, Heritage Action, le dio a Fleischmann una calificación de por vida del 74 por ciento. El grupo de defensa conservador y libertario, FreedomWorks, le otorgó una calificación de por vida del 70.6 por ciento. La federación de sindicatos más grande de Estados Unidos, AFL-CIO, le dio a Fleischmann una calificación de por vida del 12 por ciento.

### Economía
En julio de 2011, Fleischmann apoyó inicialmente el proyecto de ley del límite de la deuda del presidente de la Cámara, John Boehner, pero votó en contra del acuerdo final sobre el techo de la deuda.
Fleischmann apoya el uso de la energía nuclear. Su distrito contiene la Planta Nuclear Sequoyah. Es el jefe del Caucus de Limpieza Nuclear de la Cámara.

### Leyes electorales
En diciembre de 2020, Fleischmann fue uno de los 126 miembros republicanos de la Cámara de Representantes que firmaron un escrito amicus en apoyo de Texas v. Pennsylvania, una demanda presentada ante la Corte Suprema de los Estados Unidos que impugnaba los resultados de las elecciones presidenciales de 2020, en las cuales Joe Biden derrotó al entonces presidente Donald Trump. La Corte Suprema rechazó escuchar el caso, argumentando que Texas carecía de legitimidad bajo el Artículo III de la Constitución para desafiar los resultados de una elección realizada por otro estado.
La presidenta de la Cámara de Representantes, Nancy Pelosi, emitió un comunicado calificando la firma del escrito amicus como un acto de "subversión electoral". También reprendió a Fleischmann y a los otros miembros de la Cámara que apoyaron la demanda: "Los 126 miembros republicanos que se unieron a esta demanda trajeron deshonra a la Cámara. En lugar de cumplir con su juramento de apoyar y defender la Constitución, eligieron subvertir la Constitución y socavar la confianza pública en nuestras sagradas instituciones democráticas." El representante de Nueva Jersey, Bill Pascrell, citando la sección tres de la 14.ª Enmienda, pidió a Pelosi que no permitiera que Fleischmann y los otros republicanos que firmaron el escrito fueran sentados en la Cámara, argumentando que "el texto de la 14.ª Enmienda prohíbe expresamente a los miembros del Congreso participar en una rebelión contra los Estados Unidos. Intentar anular una elección democrática e instalar un dictador parece un ejemplo bastante claro de eso."

### Política exterior
Fleischmann votó a favor de proporcionar apoyo a Israel tras el ataque de Hamás en 2023. Cuando se le preguntó sobre las muertes de palestinos en la guerra en curso entre Israel y Hamás, Fleischmann dijo: "Siempre apoyaré a Israel, y pueden decirles a los palestinos que nunca los apoyaré". Fleischmann negó que Israel esté cometiendo un genocidio contra los palestinos.
Fleischmann apoya el envío de ayuda estadounidense a Ucrania.

### Discurso gubernamental
Fleischmann fue uno de los 120 republicanos que votaron en contra de retirar las estatuas confederadas del interior del edificio del Capitolio.